# フランク・正三・馬場
フランク・正三・馬場（フランク・しょうぞう・ばば、Frank Shozo Baba、1915年1月3日 - 2008年1月16日）は日系アメリカ人二世、連合国軍最高司令官総司令部（GHQ）として日本に来て民間情報教育局（CIE）のラジオ課の一員として働いた。1945年（昭和20年）12月から日本に来て日本放送協会（NHK）の戦後の放送番組企画や日本の民間放送設立案に尽力した人物。生後半年から12歳半の約12年間、29歳から36歳の約6年間、46歳から約4年半と3回にわたり長期間日本に滞在した。

## 大学卒業の頃まで
1915年1月3日、オークランドで生まれ、正月3日から正三のミドルネームを名付けられた。父は完（たもつ）。母の清（きよ）は香川県栗熊村生まれで高松市の師範学校を卒業した教師であった。完は香川県丸亀市綾歌町岡田（旧綾歌郡岡田村）に生まれ、大阪朝日新聞に勤務したが、1904年に職業をジャーナリストとするパスポートでアメリカ合衆国へ移住。サンフランシスコ・クロニクルやサンフランシスコ・エグザミナーに職を求めるも適わず、アルバイトなどをしたが、1913年に一旦日本に戻り、清と結婚して再渡米した。
渡米後の生活は苦しく、母・清は実母の「子どもが生まれたら日本へ送ってよこしな。ばばが育ててやる」との言葉を思い出し、生後6か月の正三は日本に帰る同県人に託され、日本に来て綾歌郡栗熊村の祖母のもとで12歳半まで過ごした。その後、帰米した正三は、リンカーン小学校、中学を経て、オークランド技術高校、カリフォルニア大学バークレー校の経済学部を卒業した。大学では日本文学も学び弁論大会にも出ている。
ロサンゼルスの農産物卸組合に職を得たが、真珠湾攻撃後に失職。日系人の強制収容への可能性もあった娘と結婚し、妻と共に収容を免れた。周りの多くの日本人が収容されるが、大学で日本文学を学んだ馬場は、カリフォルニア大学バークレー校内に海軍将校のための新設の日本語学校の教師に招かれ、直後に「翻訳者免許試験」にも合格し、公務員の資格を得た。オークランドで日本旅館を営んでいた完と清はアリゾナ州ヒラ・リバー収容所に収容され、完はそこで死去、清は戦後解放された。また妻の両親はワイオミング州ハートマウンテン収容所に収容されている。

## 米国からの放送
1942年6月から戦時情報局（OWI）下のボイス・オブ・アメリカ（VOA）への配属となり「一刻も早く戦争はやめるべきだ」、「みなさんは軍閥に操られ、誤りに導かれている」、赤穂浪士にちなみ「48人目の戦士出でよ」など日本語で軍事心理戦放送を担った。また馬場の担当番組には『日本対日本』と題したものもあり、これは日本国内の軍閥対国民を意味し、軍閥が誤った戦争に導いたとするものであった。これらの放送は当時日本で聴取が禁止されていた短波放送で行われた。ポツダム宣言の受諾も当時の日本人に分かりやすく「戦争は終わりました。日本政府はポツダム宣言を受諾しました。それは日本が無条件降伏したことです。」と放送したといわれる。また1945年5月7日のドイツの降伏もテレタイプに入信した内容を係に見せられ、さっと頭に入れ日本語で放送し、その後の入信内容の他言語翻訳後の放送より30分早く、馬場の声が世界への第一報となった。

## GHQの一員として
GHQの米国戦略爆撃調査団の一員に選ばれ、サンフランシスコに団員が集結後、ハワイ、グアムなど経てC-54型輸送機で1945年11月2日に一団は厚木海軍飛行場に到着。馬場には2度目の日本となる。GHQはNHKのラジオ放送は『民主主義を育成するための最も強力な武器』と位置づけていた。1945年9月5日GHQは内幸町の放送会館を接収した。GHQは全館明け渡しを迫ったが、NHKは放送設備があり明け渡せないとして放送会館でGHQとNHKの同居が始まった。CIEラジオ課は放送事業の指導・監督を行い馬場は番組指導のキーパーソンとなった。『尋ね人の時間』や『眞相はかうだ』など、馬場は多くの番組の放送に関与した。
米国戦略爆撃調査団はほぼ2か月の調査を終え米国へ帰国することとなったが、日系アメリカ人二世の馬場は放送を通して日本国民や日本の再興に必要な人材と説得され日本に残った。ラジオ課のアシスタントであった高橋太一郎はのちに「馬場はわれわれ以上に日本人だった。日本人以上に日本人だった。」と語っている。
1946年3月に施行される労働組合法に際しては労働組合とはどの様なものであるかを解説する解説者の必要性を馬場は助言し舘野守男と読売新聞の柴田秀俊の2名が日本初の解説者となった。のちに平沢和重と斉藤栄三郎も加わった。番組『街頭録音』のアナウンサーが話しかける形式としたことも企画している。
『婦人の時間』、『県民の時間』、『放送討論会』、第22回衆議院議員総選挙前の『選挙放送』など多くの番組にも関わった。NBCの『Information Please』は『話の泉』、『Twenty Questions』は『二十の扉』の参考とされ、日本語番組名も馬場が考案した。一方、米国に参考とする番組がなかった『とんち教室』は、NHKの意地もあって独自に企画されたものであり、馬場はその企画段階から立ち会っている。

## 民間放送開局
NHK従業員組合は1946年10月5日午前7時10分から『ストに入ります』とアナウンスして全国的ストライキに入り放送は停止した。翌6日逓信省は放送国家管理、放送施設接収に関する命令書「公益のため、昭和21年10月6日午前8時30分より逓信大臣が、これを管理する」が出された。組合の抵抗もあって、8日午前7時に逓信省による国家管理で放送を実施するとし、一松定吉逓信大臣の放送はNHK職員ではなく政府職員であり不満も有ろうが了承して欲しいと挨拶する言葉で再開した。その後ストライキを24日に終え、25日午後7時過ぎNHK職員による放送に切り替わった。
1946年夏頃、幾つかの民間企業は民間放送局設立準備をしていた。1948年頃までGHQもNHKも民間放送は経済的に時期尚早としていた。馬場はGHQが日本を離れた後NHKだけでは一抹の不安を感じており、ラジオ課が主体性を持って進める必要が有ると考えた。日本は民主化されたと思っているが、NHKと新聞社を牛耳れば日本の世論は1週間で変わる、安全弁として競争する民間放送局を設立すべきとラジオ課課長に訴えた。課長からCIE局長、GHQ上層部へと働きかけが上がってゆき、放送法制担当のCCSから賛意も得た。GHQやNHK双方の中で賛否の大きな根回しの動きもあった。馬場を味方と思っていたNHKも落胆を隠せなかったが、馬場はNHKの味方ではあるが国民の利益を考えるべきと諭した。1947年10月16日GHQはNHKの放送独占方針を放棄し、民間放送設立政策を鈴木恭一逓信次官やNHK古垣鉄郎専務に伝えた。
その後日本政府、逓信省、NHKの執拗な抵抗もあったが、1949年末に至りCCS調査課長代理の働きかけで吉田茂内閣総理大臣に遂にマッカーサー書簡を送り、日本政府案の電波三法の電波法と放送法には賛成、電波監理委員会設置法の国務大臣が委員長を務め委員会決議を覆す権限に反対した。吉田はマッカーサーの示唆へ方向転換し、電波三法は1950年5月2日可決、同年6月1日に施行された。1951年9月1日、日本初の民間放送局となる中部日本放送（放送局としては、現:CBCラジオ）の開局に至る。
VOAから招聘もされたものの、その後の各民間放送局の開局祝典に招かれ延び延びとなり1952年（昭和27年）2月に日本を空路で離れ、再びVOAで働いた。船でゆっくり帰国するつもりだったが、ニューヨーク本部のVOAから矢の催促でそれも適わなかった。

## 帰国後
その後の出来事
- 再び働くこととなったVOAでは日本のマスコミ各社の出向者や留学生を受け入れ、馬場は本業とは別に彼らへの窓口ともなった。
- 1961年3月25日、ジョン・F・ケネディ第35代アメリカ合衆国大統領とNHK前田義徳のホワイトハウスでの会談に立ち会う。
- 1961年在日アメリカ大使館の合衆国政府広報庁・USIA下の文化情報局ラジオ部長として3度目の来日、1964年（昭和39年）まで約4年半東京に滞在。
- 1970年2月28日、3度目として働いていたVOAでの日本語放送を終えたが、馬場の声『では日本の皆様、ご機嫌よう、さようなら、This program has come to you from Washington』で締めくくった。
  - 翌3月1日からVOAも属するUSIAのForeign Press Center副所長を10年10か月勤め、多くの日本のジャーナリスト達との掛け橋役となった。
- 1986年、日本政府は日本の放送事業への貢献と日米間の献身に対して勲三等瑞宝章を贈り、母・清も100歳で受賞を喜んだ。
- 1995年4月21日、東京・六本木の東京全日空ホテルで昔世話になった日本の記者やジャーナリスト達による馬場と妻・文枝への感謝のパーティーが催され、井深大、渡邉恒雄、筑紫哲也、嶌信彦、そのほかの元ワシントン特派員など多くが参加している。
- 1995年4月、朝日新聞、朝日放送、立命館大学主催のシンポジウム「検証 戦後放送」にゲスト出演。
- 1996年7月、馬場の本を執筆するため、インタビューした石井清司に次の主旨の事を語っている
  - 郵政省は私を招き話を聞くべき、権力介入が危険だという問題は50年前に言っている。日本というのは進歩がない。
  - テレビ番組に対しては視聴率さえ取れればいいという傾向があまりにも強い。娯楽に偏重している。
  - 放送は娯楽産業であるべきだが、日本の放送は広告産業になってしまった。
  - 日本のテレビニュースは報道順位がおかしい。何を上位にもってくるかより、映像が撮れたニュースを上位にもってくる。映像があるほうが視聴者は見る。テレビの欠陥・弱いところ。映像を入手したか、していないかで順位が決まってはおかしい。
- 1997年10月、ワシントンD.C.を離れ、息子が経営するカリフォルニア州パサディナのアルハンブラのアパートメントに移った。
- 2008年1月16日、カリフォルニア州にて死去[1]。93歳没。

## 兄弟
日本のハンドボールに貢献した馬場太郎は正三の兄にあたり1969年「日本ハンドボール協会機関誌第70号」に「ハンドボールの発祥はデンマーク」との論文を特別寄稿、それまでのドイツ起源説をくつがえし、話題となった。当時は桃山学院大学教授であった。国際ハンドボール連盟もデンマーク説を採って公式見解としている。馬場太郎は関西ハンドボール界のパイオニアの1人で、日本協会副会長（1949年から1956年まで、および1962年から1968年までの2期）もつとめ、1982年81歳で死去した。